# Big Stars
Big Stars – polski zespół muzyczny, w skład którego wchodzą trzy wokalistki: Lora Szafran, Beata Bednarz i Patrycja Gola. Trio powstało w 2005 roku. W tym samym roku zespół z piosenką Teraz My wziął udział w konkursie Festiwalu Jedynki o Przebój Lata, gdzie zajął trzecie miejsce, pokonując między innymi wokalistkę Marysię Sadowską oraz zespół Blue Cafe.
Zespół został rozwiązany w 2010 roku.